# Поругание Лукреции (Хейвуд)
«Поруга́ние Лукре́ции» (англ. The Rape of Lucrece) — трагедия английского драматурга Томаса Хейвуда. В литературоведении часто рассматривается в сопоставлении с более ранней одноимённой поэмой Шекспира (1594).

## Сравнение с «Поруганием Лукреции» Шекспира
Как и поэма Шекспира, трагедия Хейвуда изображает полулегендарные события конца VI века до н. э.: изнасилование римской матроны Лукреции, совершённое царским сыном Секстом Тарквинием, после которого Лукреция убила себя, а возмущённые римляне изгнали царя Тарквиния Гордого вместе с его семейством.
В отличие от Шекспира, Хейвуд показывает весь комплекс событий, связанных с падением монархии и установлением республики. Таким образом, само вынесенное в заглавие преступление Секста Тарквиния становится в рассказываемой истории лишь одним из многих эпизодов, хотя и центральным.
Основным источником для Хейвуда выступает Тит Ливий («История от основания города», книги I—II), Шекспир же ориентируется в первую очередь на рассказ о Лукреции у ценимого им Овидия («Фасты», книга II).
Трагедия Хейвуда больше сосредоточена на политических аспектах сюжета, поэма Шекспира — на психологии персонажей.

## Содержание
Пьеса начинается с предыстории: прихода к власти Тарквиния Гордого и его жены Туллии Младшей, убивших прежнего справедливого царя Сервия. Критиками давно отмечено, что чета узурпаторов у Хейвуда обрисована близко к Макбету и Леди Макбет; имеется и ряд других черт, сближающих хейвудовское «Поругание Лукреции» с «Макбетом».
Каждый представитель римской знати по-своему реагирует на установившийся гнёт тирании. К примеру, старый Лукреций, отец Лукреции, оплакивая судьбу родины, предпочитает проводить время вдали от двора; Брут, чтобы обезопасить себя, притворяется безумным дураком, и его не принимают всерьёз (эта деталь взята Хейвудом из античных источников); сродни Бруту ведёт себя и Валерий — он с наигранной весёлостью распевает шутливые песенки, оживляя действие и добавляя к трагедии обычную в елизаветинской драматургии примесь комического.
Персонаж Валерия, судя по всему, пользовался у зрителей особенной популярностью. «Весёлый патриций Валерий» (Valerius, the merrie Lord amongst the Roman Peeres) особо упоминается на титульном листе первых изданий пьесы, а количество его песен в выходивших при жизни автора публикациях с течением времени увеличивалось. Песенки Валерия служат ироническим комментарием к происходящему подобно песенкам Шута в шекспировском «Короле Лире»; Валерий даже объясняет своё поведение почти теми же словами:

Они заплакали от счастья,

А я запел с тоски,

Узнав, что мой король без власти

Играет в дураки!
— Шут Лира
Оригинальный текст (англ.)
Then they for sudden joy did weep,

And I for sorrow sung,

That such a king should play bo-peep,

And go the fools among.

Когда пришёл Тарквиний к власти,

И с ним — его сынки,

Одни заплакали от счастья,

А я — запел с тоски!
— Валерий
Оригинальный текст (англ.)
When Tarquin first in court began,

And was approvèd king,

Some men for sudden joy ’gan weep,

But I for sorrow sing.

В основном следуя рассказу Ливия, Хейвуд изображает посольство сыновей Тарквиния Гордого вместе с Брутом к Дельфийскому оракулу; хитрость Секста Тарквиния в Габиях; осаду Ардеи; спор патрициев о добродетели их жён; визит Секста в дом Лукреции; самоубийство Лукреции, перед смертью берущей с друзей клятву отомстить насильнику; бунт римлян и свержение Тарквиниев; войну с союзником Тарквиниев Порсеной; подвиги Горация Коклеса и Муция Сцеволы.
Наиболее существенные расхождения с Ливием обнаруживаются в концовке пьесы: у Хейвуда разгневанные римские граждане не просто изгоняют царя и его супругу, но убивают обоих; Секст погибает в поединке с Брутом — тогда как, согласно Ливию, Брут сражался с другим сыном царя, Аррунтом.

## Публикации и постановки
Трагедия была впервые напечатана ин-кварто в 1608 году. Как сообщается в издании, она исполнялась в театре «Красный бык» актёрской труппой «Слуги королевы».
Пьеса имела большой успех и оставалась в репертуаре лондонских театров до их закрытия пуританами в 1642 году. 13 января 1612 года её играли при дворе перед королевой Анной и принцем Генрихом в совместной постановке «Слуг короля» и «Слуг королевы».
За первым кварто (1608) последовали второе (1609), третье (1614), четвёртое (1630) и пятое (1638). В первых трёх изданиях у Валерия 12 песенок, в четвёртом — уже 16, в пятом — 21. По-видимому, популярность трагедии Хейвуда способствовала и переизданиям одноимённой поэмы Шекспира.
На русском языке «Поругание Лукреции» Хейвуда опубликовано в 2024 году в переводе Ильи Кутика.